# Nahota na prodej
Nahota na prodej je český kriminální film z roku 1993 režiséra Víta Olmera. 

## Příběh
Romská mafie unese šestnáctiletou mladou dívku. Policie nedokáže pomoci. Tak se do pátrání zapojuje mladý novinář Egon, bývalý policista a zahraniční studentka Nancy. Pátrání je zavede až do podsvětí, kde se setkávají s nucenou prostitucí, nedovoleným prodejem zbraní a korupčními podvody. Během filmu dochází k boji mezi Romy a neonacisty. Pomocí kontaktů, co policista za celou svoji kariéru získal, se dostanou až k bossovi romské mafie a při nepřehledné přestřelce unesenou dívku zachrání. Ta se však hodlá se svým bohatým klientem odstěhovat do Německa. Policista tak zachrání pouze malou romskou holčičku. Po celé akci Nancy odlétá domů.

## Obsazení
- Lukáš Vaculík jako Egon
- Jiří Krampol jako Polda
- Kája Třísková jako Nancy
- Jiří Šolc jako tajemník
- Ivan Jonák jako šéf
- Jiří Pomeje jako pobočník
- Ivana Velichová jako Egonova manželka
- Martina Adamcová jako zrzka
- Lenka Jelínková jako Renata
- Kateřina Winterová jako Dita
- Oldřich Navrátil jako šéfredaktor
- Jaroslav Someš jako psychiatr
- Vítězslav Jirsák jako pan Malý
- Roman Skamene jako majitel sex-show
- Vlastimil Zavřel a Martin Hron jako policisté

## Produkce
Rozpočet filmu byl 15 milionů korun. 

### Vydání
Premiéra filmu proběhla 28. ledna roku 1993. Film v kinech navštívilo 866 657 diváků a utržil 17 501 841 Kč.[zdroj⁠?!]
Plán byl natočit pokračování, ale nevybraly se na něj peníze.[zdroj?]